# Chatel-Chéhéry
Chatel-Chéhéry ist eine französische Gemeinde mit 129 Einwohnern (Stand 1. Januar 2022) im Département Ardennes in der Region Grand Est (vor 2016 Champagne-Ardenne). Sie gehört zum Arrondissement Vouziers, zum Kanton Attigny und zum Gemeindeverband Argonne Ardennaise.

## Geografie
Die Gemeinde Chatel-Ch´rhéry liegt an der Aire an der Grenze zum Département Marne, etwa 18 Kilometer südöstlich von Vouziers. Umgeben wird Chatel-Chéhéry von den Nachbargemeinden Cornay im Nordwesten und Norden, Fléville im Nordosten, Exermont im Osten, Apremont im Südosten und Süden, Binarville im Südwesten sowie Lançon im Westen.

## Geschichte
Während der Französischen Revolution trug die Gemeinde vorübergehend den Namen Mont-Redoutable.

## Bevölkerungsentwicklung
| Jahr                       | 1962 | 1968 | 1975 | 1982 | 1990 | 1999 | 2006 | 2013 | 2019 |
| -------------------------- | ---- | ---- | ---- | ---- | ---- | ---- | ---- | ---- | ---- |
| Einwohner                  | 309  | 279  | 229  | 183  | 193  | 140  | 158  | 153  | 140  |
| Quellen: Cassini und INSEE |      |      |      |      |      |      |      |      |      |

## Sehenswürdigkeiten
- Château de Châtel, Schloss aus dem 17. Jahrhundert
- Abtei Chéhéry, Monument historique seit 1990[1]
- Kirche Saint-Martin

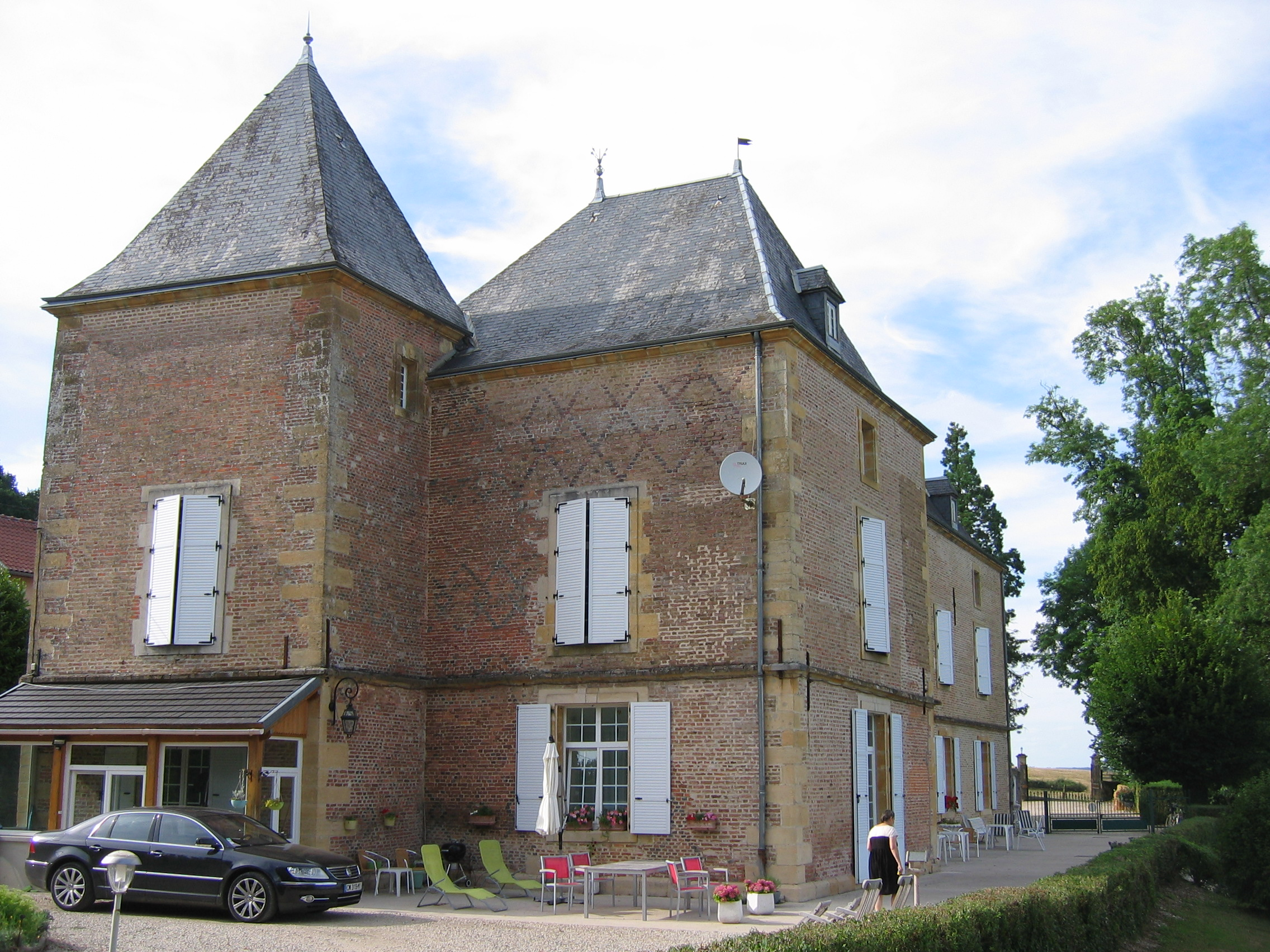
Château de Châtel
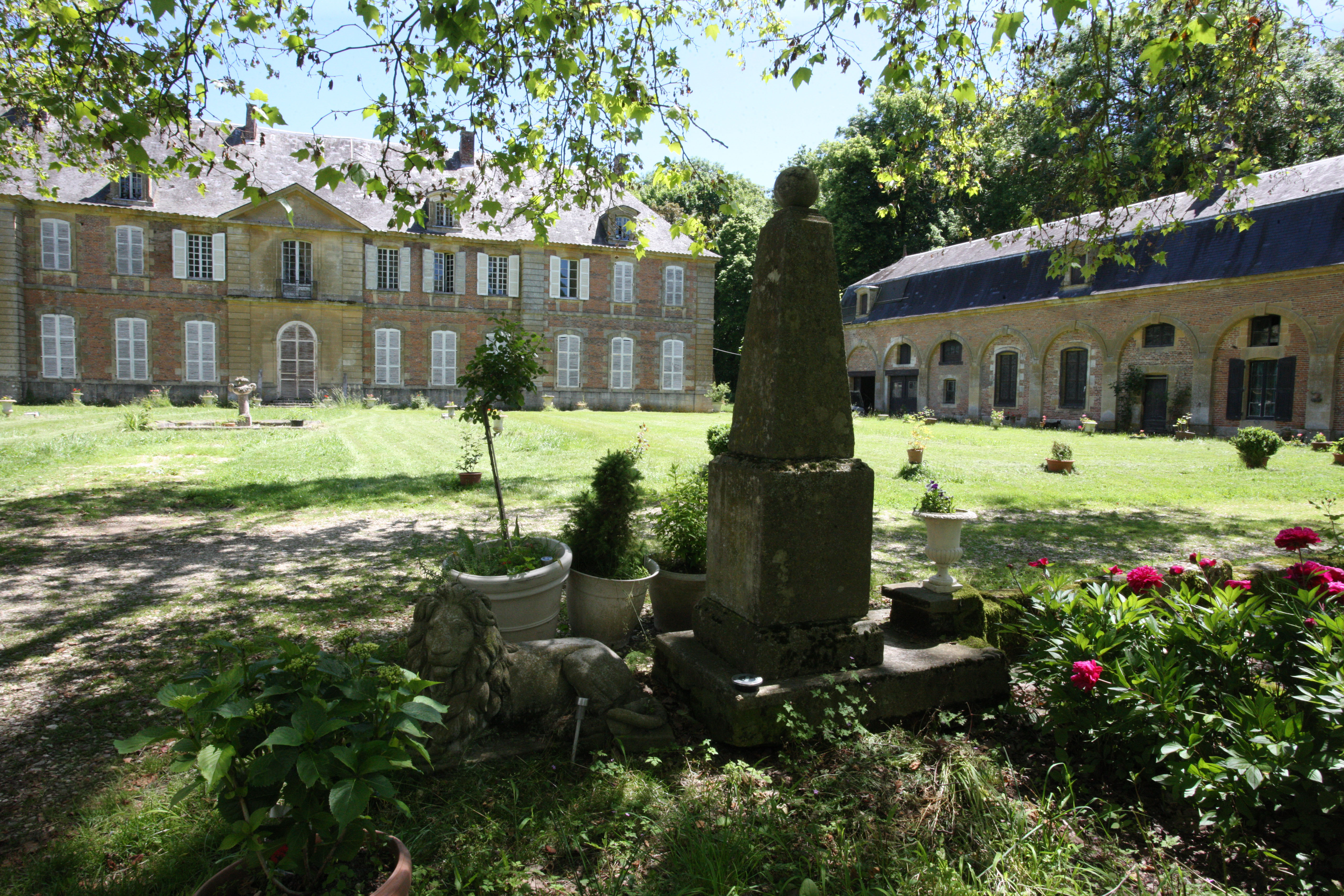
Abtei von Chéhéry
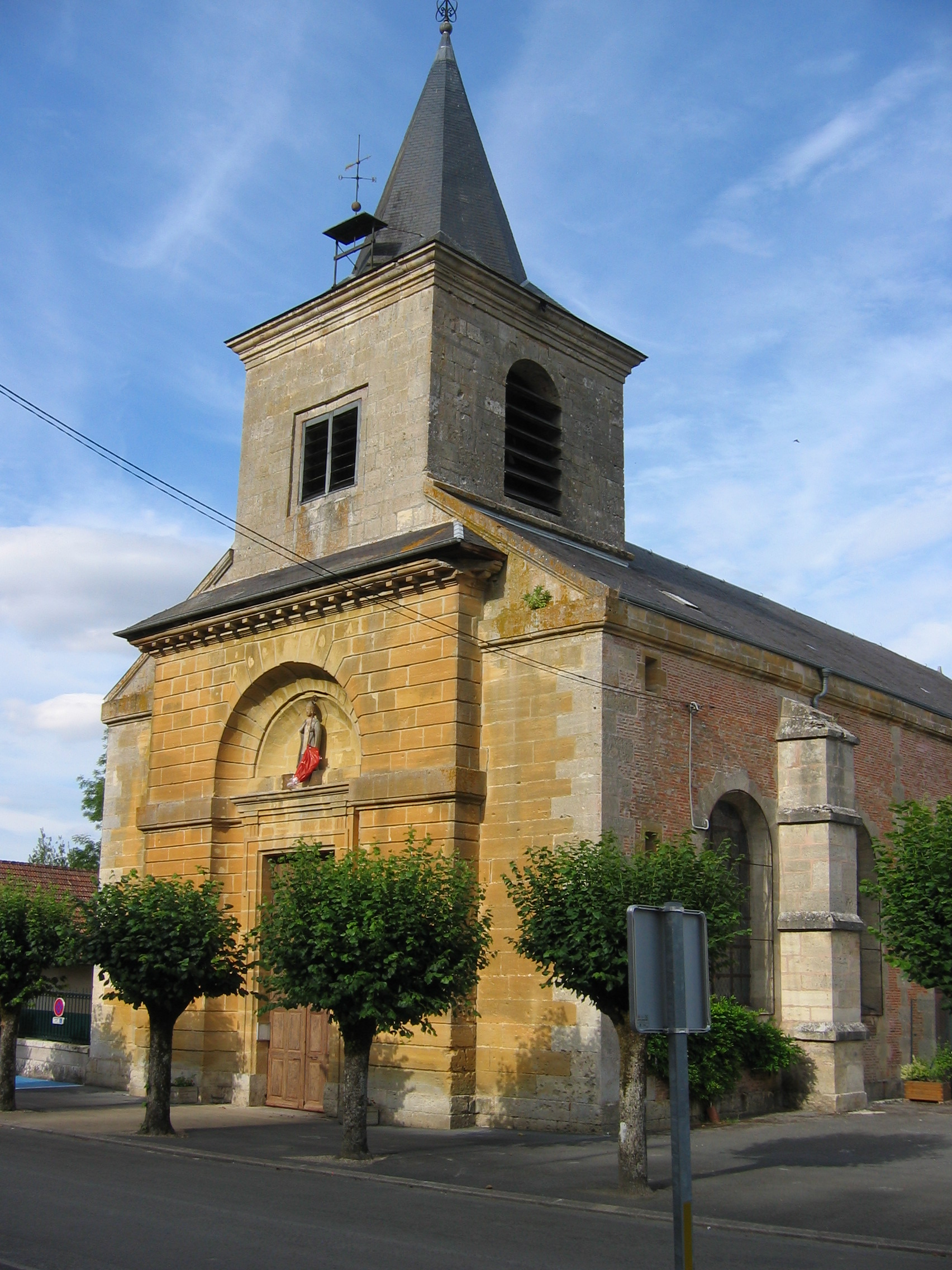
Kirche Saint-Martin
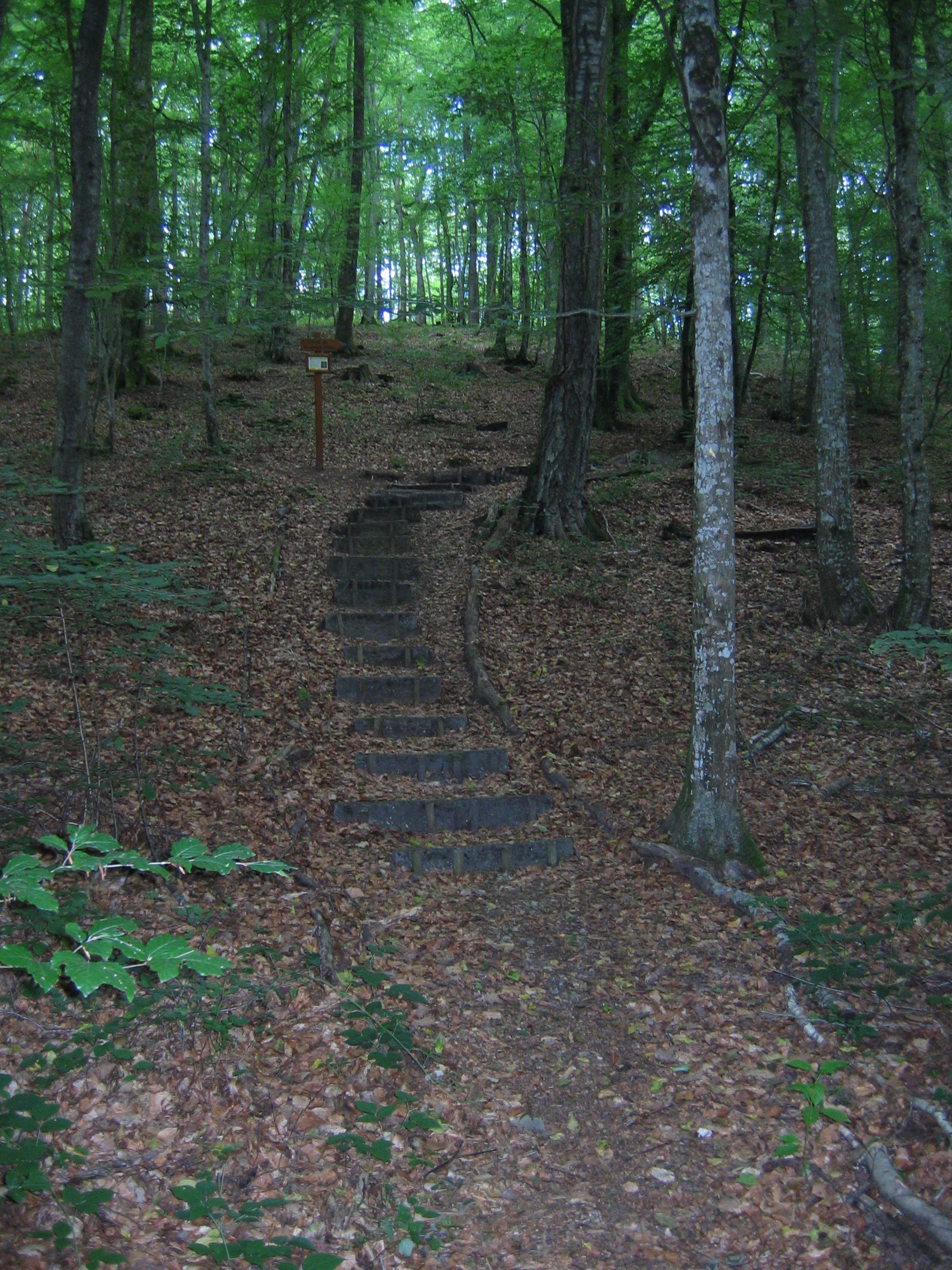
Sergeant-York-Pfad

## Persönlichkeiten
- Alvin Cullum York (1887–1964), einer der am höchsten dekorierten Soldaten der US Army im Ersten Weltkrieg